# Jozef Simons (wielrenner)
Jozef Simons (Geel, 1 juli 1952) is een Belgisch voormalig baanwielrenner.

## Carrière
Simons was als jonge renner een veelwinnaar bij nieuwelingen en juniores (werd onder meer tweemaal Provinciaal kampioen) maar stopte zijn carrière als 20-jarige en hervatte op 26-jarige leeftijd. Hij maakte als amateur (was voltijds in 4 ploegen stelsel actief in een Antwerpse raffinaderij) nog carrière op de wielerbaan met BK overwinningen in verschillende disciplines. Hij werd geselecteerd voor verschillende WK deelnames en in 1980 nam hij deel aan de Olympische Spelen waar hij een 10e plaats behaalde met de Belgische ploeg.

## Palmares
| Jaar     | BK                                                         | EK       | WK       | Overige                                     |
| Amateurs | Amateurs                                                   | Amateurs | Amateurs | Amateurs                                    |
| -------- | ---------------------------------------------------------- | -------- | -------- | ------------------------------------------- |
| 1980     | ploegenachtervolging · puntenkoers · Stayeren · ploegkoers |          |          | Olympische Spelen: 10e ploegenachtervolging |
| 1981     | puntenkoers · ploegenachtervolging                         |          |          |                                             |
| 1982     | Stayeren                                                   |          |          |                                             |
| 1983     | Stayeren                                                   |          |          |                                             |